# Maserati Kyalami
La Maserati Kyalami est une automobile coupé GT de luxe fabriquée par le constructeur italien Maserati entre 1976 et 1983. Son nom dérivait de celui du circuit de Kyalami en Afrique du Sud, où se disputait le Grand Prix d'Afrique du Sud de Formule 1 et dans lequel Pedro Rodriguez avait remporté le Grand Prix de F1 le 2 janvier 1967 sur une Cooper-Maserati. Ce fut le premier modèle Maserati de la gestion De Tomaso.

## Historique

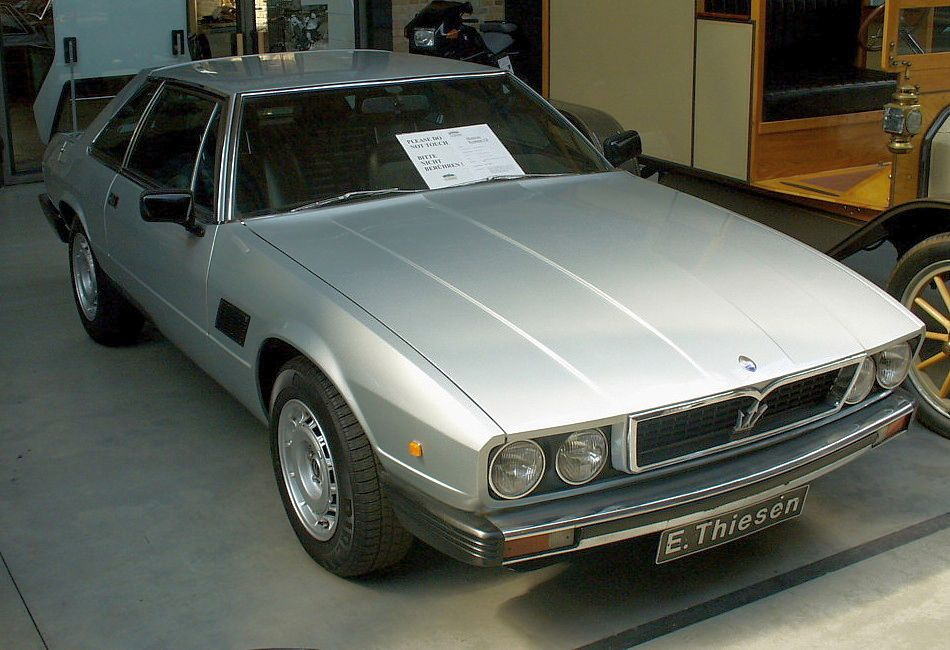
Maserati Kyalami.

Dévoilée au salon de l'automobile de Genève en mars 1976, la Kyalami reprenait la philosophie du coupé quatre places trois volumes, interrompue avec la dernière Mexico quatre ans auparavant. La Kyalami fut le premier nouveau modèle développé sous la propriété d'Alejandro de Tomaso, directement dérivé et pratiquement identique au niveau de la carrosserie (sauf pour certains panneaux) à la De Tomaso Longchamp. Pietro Frua fut mandaté par De Tomaso pour entreprendre le restyling de la Longchamp conçu par Tom Tjaarda, afin de donner à la nouvelle voiture une allure distinctive de Maserati. Si les deux voitures se ressemblent beaucoup de profil, l’arrière comme l’avant sont «maseratisés » avec des feux arrière de Citroën SM et une face avant à double optiques. L'intérieur fut également amélioré pour incorporer des éléments classiques de Maserati tels que le volant et l'instrumentation. Le moteur Maserati V8 quatre arbre à cames en tête 90 ° de 4,2 litres et 265 ch de la Quattroporte fut utilisé, remplaçant le V8 Ford américain qui était utilisé dans la Longchamp (à partir de 1978, un 4,9 litres de 280 ch viendra compléter la gamme).
La Kyalami est considérée comme un modèle de transition, dans un contexte difficile pour Maserati. En effet, Citroën, qui avait racheté l'entreprise en 1968, souhaitait la mettre en liquidation judiciaire. Ce fut chose faite le 23 mai 1975. La réaction des partis intéressées eut pour conséquence l'intervention du gouvernement qui obtint un sursis de 6 mois. L'entreprise fut sauvée par l'action conjointe, d'une part d'un organisme d'état dont la vocation était d'aider les entreprises en difficulté, d'autre part par celle d'Alejandro de Tomaso, entrepreneur argentin et ancien pilote chez Maserati. Un accord fut signé le 8 août 1975 qui garantissait le maintien en activité de Maserati.
Le nombre de voitures vendues entre 1977 et 1983 est de 200. La Kyalami est la dernière création de Pietro Frua. Elle s'effaça au profit de la Maserati Biturbo.

## Carrosserie

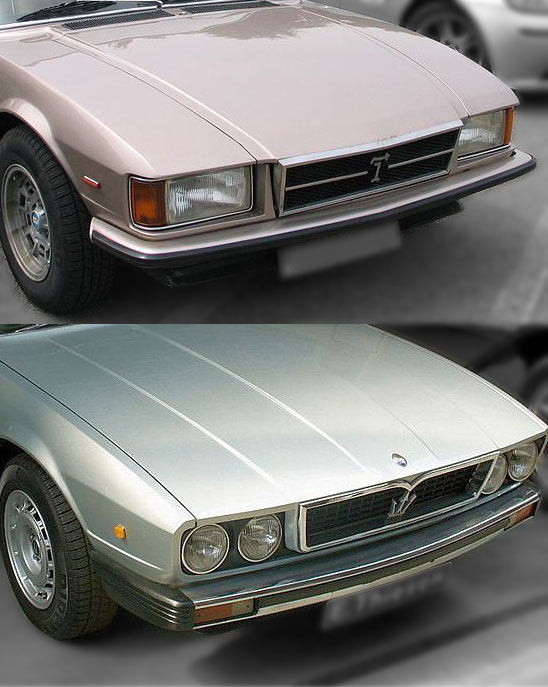
Comparaison entre l'avant de la De Tomaso Longchamp (en haut) et la Maserati Kyalami (en bas)

Ce coupé traditionnel de grandes dimensions à 2 portes et 4 places reprenait les lignes générales de la De Tomaso Longchamp avec un arrière retouché et une face avant dotée de quatre projecteurs. La base mécanique dérivait directement de celui de la Maserati Quattroporte.

## Les différentes versions de la Kyalami

### Maserati Kyalami 4200 ou 4,2
La Kyalami a été présentée au salon de l'automobile de Genève en 1977. Équipée d'un moteur V8 de 4,2 litres développant 265 ch (ensuite, diminution de la puissance à 253 ch avec la pose d'un nouvel échappement), cette version atteint les 235 km/h. Les suspensions arrière indépendantes sur châssis auxiliaire étaient héritées de la Khamsin. Les freins à disque étaient de type « in-board » (accolés au différentiel)

### Maserati Kyalami 4900 ou 4,9

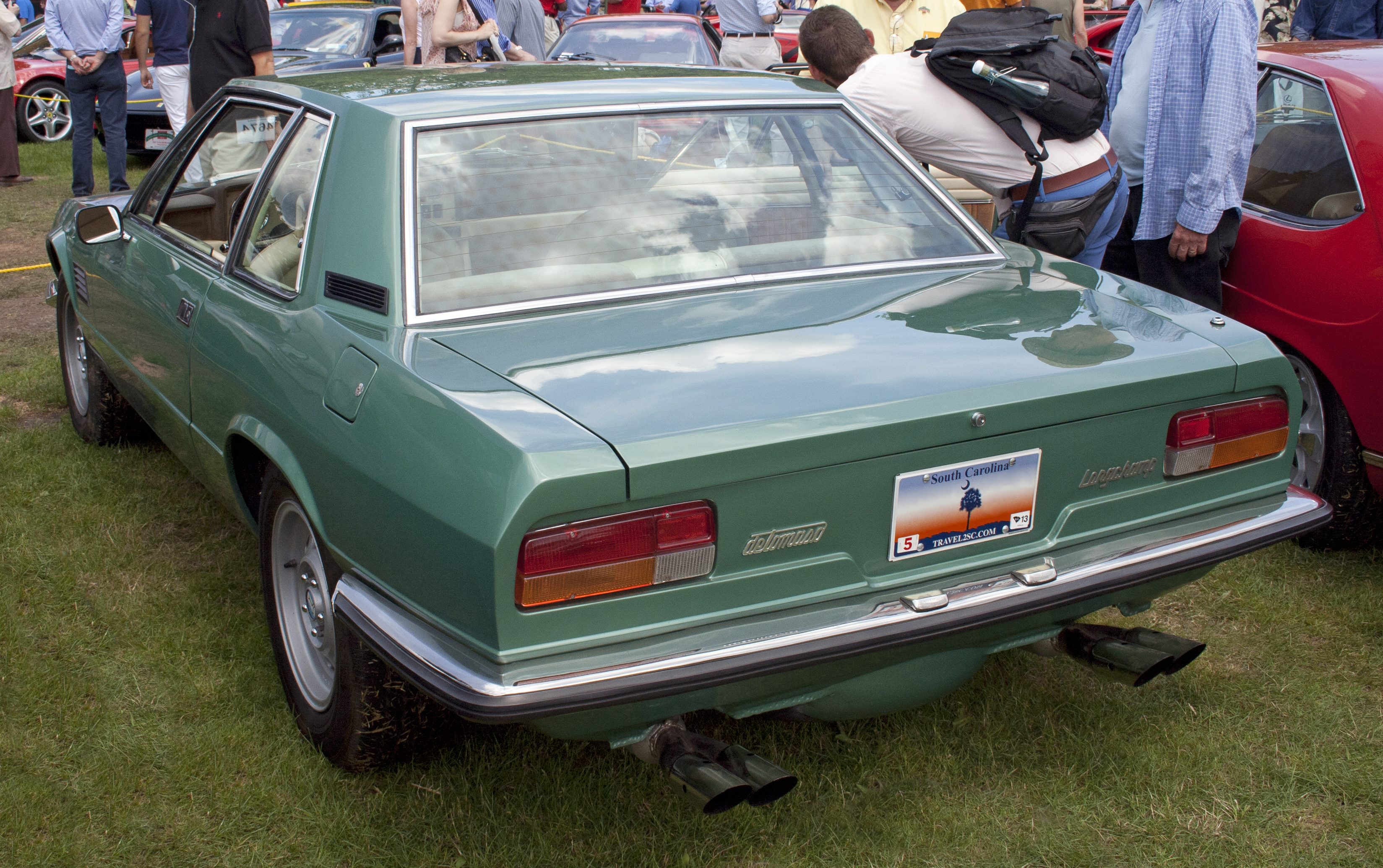
En comparaison, la vue arrière de la De Tomaso Longchamp

C'est en 1978 que la version équipée du moteur V8 de 4,9 litres développant 280 ch sera proposée. Les deux versions étaient dotées d'une boîte de vitesses ZF à 5 rapports et 25 exemplaires furent équipés d'une boîte automatique à 3 vitesses. La Kyalami 4900 fut produite à 74 exemplaires.

Les prestations du modèle V8 4900 ont souvent été qualifiées d'excellentes, grâce à un couple régulier et très important sans être obtenu à un régime excessif.

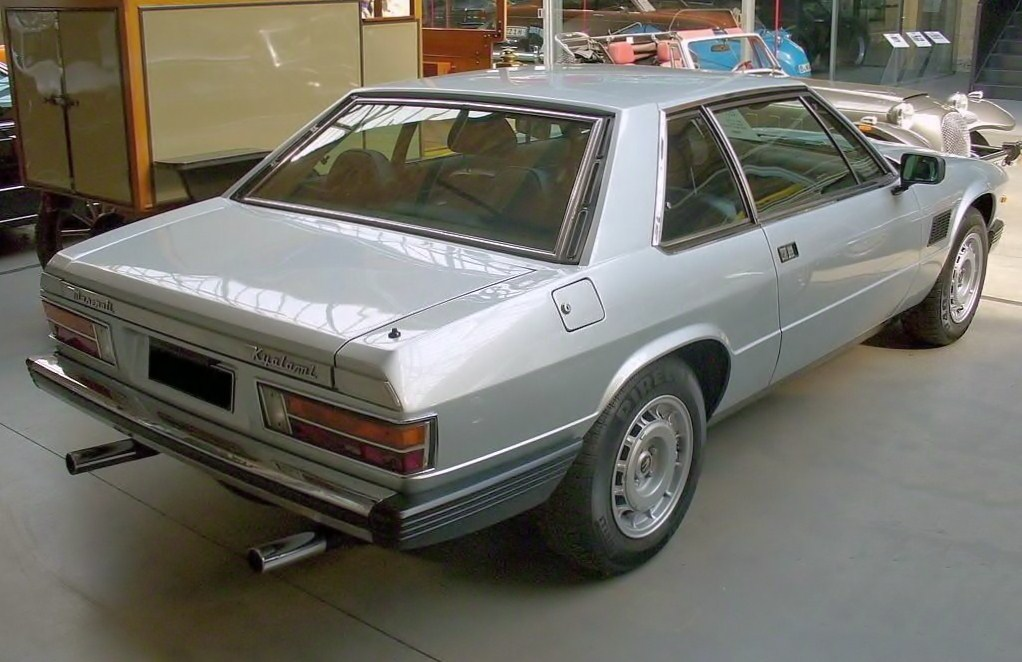
Maserati Kyalami vue arrière.

## Conclusion
C'est certainement en raison de sa faible diffusion que la presse spécialisée n'a pas beaucoup parlé de cette voiture, alors que leurs heureux propriétaires n'ont eu qu'à se féliciter de la fiabilité et du rendement du moteur, ainsi que du châssis, qui lui garantissait une bonne tenue de route et un confort appréciable. Beaucoup ont conclu à une grande facilité de conduite pour un véhicule de cette catégorie. Lancée en 1977, et construite jusqu’en 1983, la Kyalami restera une mal aimée du trident, tandis que sa jumelle Longchamps restera produite elle jusqu’en 1989.